# Nomia kinduna
Nomia kinduna là một loài Hymenoptera trong họ Halictidae. Loài này được Strand mô tả khoa học năm 1920.